# Вероніка австрійська
Вероніка австрійська (лат. Veronica austriaca) — багаторічна трав'яна рослина, вид роду вероніка (Veronica) родини подорожникові (Plantaginaceae). Декоративна рослина.

## Морфологічна характеристика
Стебла висотою 20–45 см, вкриті ясно-зеленими перистороздільними сидячими супротивними листками. З пазух верхніх листків відходять досить довгі квітконоси, які перевищують стебельце й закінчуються китицеподібними суцвіттями.
Квітки 7—10 мм у діаметрі, з чотиричленною оцвітиною, 2 тичинками та 1 маточкою. Маточка розвивається раніше від тичинок, чим забезпечується перехресне запилення.
Цвіте у травні й червні. Плід — коробочка, сплющена, округла, з виїмкою на верхівці.

## Поширення
Вид поширений у Європі. В Україні зустрічається у лісостепу, степу, та у Криму, росте на схилах, лісових узліссях, відслоненнях крейди та вапняку.